# شرقي القويرة (دوعن)
'

تعديل مصدري - تعديل

شرقي القويرة هي إحدى قرى عزلة صيف بمديرية دوعن التابعة لمحافظة حضرموت، بلغ تعداد سكانها 130 نسمة حسب تعداد اليمن لعام 2004.